# Славковицы
Славковицы (укр. Славковиці) — село на Украине, находится в Народичском районе Житомирской области.
Код КОАТУУ — 1823782404. Население по переписи 2001 года составляет 7 человек. Почтовый индекс — 11453. Телефонный код — 4140. Занимает площадь 0,183 км².

## Адрес местного совета
11453, Житомирская область, Народичский р-н, с. Гуто-Марьятин